# Randy Duncan
Hearst Randolph Duncan Jr., detto Randy (Osage, 15 marzo 1937 – Des Moines, 28 settembre 2016), è stato un giocatore di football americano statunitense che ha giocato nel ruolo di quarterback nella Canadian Football League (CFL) e nella American Football League (AFL). Fu la prima scelta assoluta del Draft NFL 1959 da parte dei Green Bay Packers. Al college giocò a football all'Università dell'Iowa.

## Carriera professionistica
Randy Duncan fu scelto dai Green Bay Packers come primo assoluto nel Draft NFL 1959. Non giocò mai, tuttavia, coi Packers. Prefetrì invece andare nella Canadian Football League e firmare coi British Columbia Lions. In seguito spiegò: "Quella era Green Bay prima di Vince Lombardi e il Canada offriva molti più quattrini".
Duncan giocò due anni in Canada prima di firmare coi Dallas Texans della American Football (ora Kansas City Chiefs). Si allenava coi Texans durante il giorno e frequentava la facoltà di legge della Southern Methodist University la notte. Duncan giocò sporadicamente coi Texans e quando il loro allenatore Hank Stram ottenne in uno scambio Len Dawson, si ritirò dal football.

## Palmarès
- College Football Hall of Fame

## Statistiche
| Yard passate | 361 |
| Touchdown    | 1   |
| Intercetti   | 4   |